# Ваби-саби
Ваби-саби (侘寂) је јапанска уметност проналажења лепоте у несавршености и дубини природе, прихватања природног циклуса раста, распада и смрти. То је у суштини концепт или идеологија која потиче из 'будистичког учења'. Постоје три обележја постојања, а то су несталност (無常), патња (苦) и празнина или одсуство сопствене природе (空).
Карактеристике ваби-саби естетике и принципа укључују асиметрију, грубост, једноставност, економичност, строгост, скромност, интимност и уважавање природних објеката и сила природе.

## Дескрипција
У Јапану постоји много дубоких и смислених концепата који су део јапанске културе. Јапанска култура и филозофија имају јединствену идеологију и перцепцију лепоте и естетике у свету. Један такав инспиративан јапански концепт је „ваби-саби“.
Ваби-саби је прелеп начин да се опише шта је природно и чисто и да се призна лепота било које супстанце или бића у њеном најприроднијем и сировом облику. Она елиминише прилично западњачки концепт вештачке лепоте и идолизовања стања савршенства које је наизглед недостижно и неприродно. Јапанско веровање у ваби-саби омогућава људима да буду прихватљивији и отворенији, да прихвате лепоту недостатака и сировости.

### Значење
Концепт се може боље разумети ако се разложи на корене саме речи „ваби-саби“. Ово доводи до занимљивог објашњења и саставља много смисла иза главног концепта који реч представља. Термин ваби-саби се састоји од два канџи знака.
Термин ваби (侘) појавио се тек у петнаестом веку да би означио нови естетски сензибилитет уско повезан са церемонијом чаја, који се односио на општу атмосферу и на предмете који се користе током ове формалне службе. Дефиниција вабија може да се прати уназад од усамљености или меланхолије до уважавања спокојног живота. 
За други део, саби (寂) се каже да потиче из осмог века, када је коришћен за означавање пустоши на поетски начин. Од дванаестог века, овај термин је еволуирао и прецизније се односио на дивно размишљање о ономе што је старо и ношено. Такође се користило да се говори о лепоти избледелих или увенулих ствари. Саби би такође могао да значи „стар и елегантан“, или „зарђао“, са непреводивим утиском мира.
Израз ваби-саби (侘寂) и даље је тешко превести. За Јапанце, ваби-саби је осећај, више од концепта, који се може наћи у класичној јапанској естетици:
- цветни аранжман,
- књижевност,
- филозофија,
- поезија,
- церемонија чаја,
- зен баште

Ваби-саби се противи савременој прекомерној потрошњи, али и подстиче једноставност и аутентичност у свему.

## Порекло
Његово порекло може се наћи у причи о Сен но Рикјуу, зен монаху из шеснаестог века који је теоретисао церемонију чаја онако како се још увек практикује у савременом Јапану. Према легенди, млади Рикју, жељан да научи шифре предачког ритуала чајне церемоније, отишао је да пронађе признатог мајстора чаја по имену Такеено Јоо. Желео је да тестира способности свог новог шегрта и замолио га је да се брине о башти. Рикју ју је очистио од врха до дна и грабуљао док није била савршена. Међутим, пре него што је свој рад представио свом господару, протресао је дрво трешње и цветови сакуре су пали на земљу. Овај додир несавршености донео је лепоту на сцену и тако је рођен концепт ваби-саби.
Сен но Рикју се и даље сматра једним од највећих и најутицајнијих мајстора чаја у историји. Помогао је да се чајна церемонија као што се раније практиковала, са луксузним прибором и бујношћу, трансформише у префињен ритуал. Из једноставности предмета и минималистичке атмосфере чајанке избијала је деликатна лепота којој се није могло премостити.
Користећи несавршене предмете, понекад поломљене и поправљене, у просторији без сувишних предмета, Рикју је тренутак дегустације чаја учинио истинским заједништвом за дух, који је био храњен следећим принципима:
- хармонија,
- чистота,
- поштовање,
- спокој

Ова врста церемоније се такође назива ваби-ча (ча је јапанска реч за чај).

## Ваби-саби у јапанској култури и уметности
Ваби-саби има дубоко укорењен ефекат и утицај на културу Јапана. Филозофија се огледа у многим локалним аспектима као што су јапански вртови, архитектура и многи други облици уметности. То је прилично дивна ствар за искусити и одлична је теорија преточена у стварност кроз уметност. Ваби-саби је филозофија која је извучена из најједноставнијих идеја и свакодневне заједничке мисли, али је спроведена на тако леп начин. Филозофија одражава њихов темперамент и начин живота и такође је повезана са зен будизмом. У јапанској архитектури, утицај ваби-саби-ја је оно што је чини јединственом. Чак и у савременијем стилу дизајна јапанске архитектуре, ваби-саби се уклапа да би дао јединствену естетику и осећај удобности уз једноставност.